# Ward Wood
Ward Wood (Los Angeles, 8 aprile 1924 – Santa Monica, 3 novembre 2001) è stato un attore e produttore televisivo statunitense.
Wood è noto per il ruolo ricorrente del tenente di polizia Art Malcolm nella serie televisiva Mannix (1968-1975).

## Biografia
Nato a Los Angeles, in California, iniziò a recitare nel 1943, ma interruppe la carriera per arruolarsi nella Fanteria di marina durante la seconda guerra mondiale, dopo la morte di suo fratello Charles, che era anche un attore e un marine, rimasto ucciso in azione nel Pacifico. Dopo la guerra, Ward Wood tornò a recitare nel 1947, e fu attivo fino agli inizi degli anni'80.

## Filmografia

### Cinema
- Arcipelago in fiamme (Air Force), regia di Howard Hawks (1943)
- We've Never Been Licked, regia di John Rawlins (1943)
- Adventures of the Flying Cadets, regia di Lewis D. Collins e Ray Taylor (1943)
- La donna di fuoco (Ramrod), regia di André De Toth (1947)
- Smith il taciturno (Whispering Smith), regia di Leslie Fenton (1948)
- The Far Frontier, regia di William Witney (1948)
- La strega rossa (Wake of the Red Witch), regia di Edward Ludwig (1948)
- Bastogne (Battleground), regia di William A. Wellman (1949)
- Sansone e Dalila (Samson and Delilah), regia di Cecil B. DeMille (1949)
- Kill the Umpire, regia di Lloyd Bacon (1950)
- L'ultima preda (Union Station), regia di Rudolph Maté (1950)
- Redwood Forest Trail, regia di Philip Ford (1950)
- Allo sbaraglio (Go for Broke!), regia di Robert Pirosh (1951)
- I 10 della legione (Ten Tall Men), regia di Willis Goldbeck (1951)
- La jena del Missouri (The Bushwhackers), regia di Rod Amateau (1952)
- Squilli al tramonto (Bugles in the Afternoon), regia di Roy Rowland (1952)
- Carabina Williams (Carbine Williams), regia di Richard Thorpe (1952)
- Fearless Fagan, regia di Stanley Donen (1952)
- Il prezzo del dovere (Above and Beyond), regia di Melvin Frank e Norman Panama (1952)
- Rivolta al blocco 11 (Riot in Cell Block 11), regia di Don Siegel (1954)
- Return from the Sea, regia di Lesley Selander (1954)
- Canne infuocate (Shotgun), regia di Lesley Selander (1955)
- Anche gli eroi piangono (The Proud and Profane), regia di George Seaton (1956)
- La felicità non si compra (The Best Things in Life Are Free), regia di Michael Curtiz (1956)
- Un solo grande amore (Jeanne Eagels), regia di George Sidney (1957)
- La trappola mortale (The Money Trap), regia di Burt Kennedy (1965)
- La polizia non perdona (The Loner), regia di Sutton Roley (1972)

### Televisione
- Cisco Kid (The Cisco Kid) – serie TV, 2 episodi (1951)
- Space Patrol – serie TV, 3 episodi (1951-1952)
- General Electric Theater – serie TV, un episodio (1954)
- The Pepsi-Cola Playhouse – serie TV, un episodio (1954)
- Studio 57 – serie TV, un episodio (1954)
- Frida (My Friend Flicka) – serie TV, episodio 1x33 (1956)
- La pattuglia della strada (Highway Patrol) – serie TV, un episodio (1956)
- Broken Arrow – serie TV, un episodio (1956)
- Le avventure di Rin Tin Tin (The Adventures of Rin Tin Tin) – serie TV, un episodio (1957)
- Official Detective – serie TV, un episodio (1957)
- Tales of the Texas Rangers – serie TV, un episodio (1957)
- Telephone Time – serie TV, un episodio (1957)
- The Silent Service – serie TV, 3 episodi (1957-1958)
- Gunsmoke – serie TV, 2 episodi (1957-1968)
- Alfred Hitchcock presenta (Alfred Hitchcock Presents) – serie TV, episodio 3x29 (1958)
- Steve Canyon – serie TV, episodio 1x03 (1958)
- Tales of Wells Fargo – serie TV, 2 episodi (1958-1959)
- Il tenente Ballinger (M Squad) – serie TV, 2 episodi (1958-1959)
- Mackenzie's Raiders – serie TV, un episodio (1959)
- Have Gun - Will Travel – serie TV, 2 episodi (1959)
- On Trial – serie TV, un episodio (1959)
- Tightrope – serie TV, un episodio (1959)
- Ripcord – serie TV, episodio 2x32 (1963)
- Sotto accusa (Arrest and Trial) – serie TV, episodio 1x08 (1963)
- La grande avventura (The Great Adventure) – serie TV, episodio 1x18 (1964)
- Ai confini della realtà (The Twilight Zone) – serie TV, un episodio (1964)
- Ben Casey – serie TV, 3 episodi (1964-1965)
- Squadra speciale anticrimine (The Felony Squad) – serie TV, episodio 1x02 (1966)
- The Danny Thomas Hour – serie TV, episodio 1x09 (1967)
- Get Smart – serie TV, un episodio (1968)
- Mannix – serie TV, 75 episodi (1968-1975)
- Cannon – serie TV, un episodio (1972)
- Poliziotto di quartiere (The Blue Knight) – serie TV, un episodio (1976)
- Charlie's Angels – serie TV, episodio 1x10 (1976)
- Le strade di San Francisco (The Streets of San Francisco) – serie TV, episodio 5x19 (1977)
- Kojak – serie TV, episodio 5x07 (1977)
- Pepper Anderson - Agente speciale (Police Woman) – serie TV, episodio 4x21 (1978)